# El Carrizalillo, Turicato
El Carrizalillo är en ort i Mexiko.   Den ligger i kommunen Turicato och delstaten Michoacán de Ocampo, i den södra delen av landet, 250 km väster om huvudstaden Mexico City. El Carrizalillo ligger 996 meter över havet och antalet invånare är 121.
Terrängen runt El Carrizalillo är kuperad, och sluttar österut. Runt El Carrizalillo är det ganska glesbefolkat, med 45 invånare per kvadratkilometer. Närmaste större samhälle är Tacámbaro de Codallos, 19,1 km norr om El Carrizalillo. I omgivningarna runt El Carrizalillo växer huvudsakligen savannskog.